# 欧洲E35公路
欧洲E35公路（E35）是欧洲的一条国际公路，起点为荷兰 阿姆斯特丹，经过德国和瑞士，终点为意大利罗马，全长约1660公里，为南北方向干道。

## 线路
欧洲E35公路穿过以下主要城市：

- 荷兰：阿姆斯特丹 - 乌得勒支 - 阿纳姆
- 德国：奥伯豪森 - 科隆 – 波恩 - 法兰克福 – 曼海姆 – 达姆施塔特 - 海德堡 - 卡尔斯鲁厄 - 奥芬堡
- 瑞士：巴塞尔 - 奥尔滕 - 卢塞恩 - 阿尔特多夫 - 圣哥达隧道 - 贝林佐纳 - 卢加诺
- 意大利：科莫 - 米兰 - 皮亚琴察 - 帕尔马 - 摩德纳 - 佛罗伦萨 - 阿雷佐 – 奥尔维耶托 - 罗马

## 沿途风景

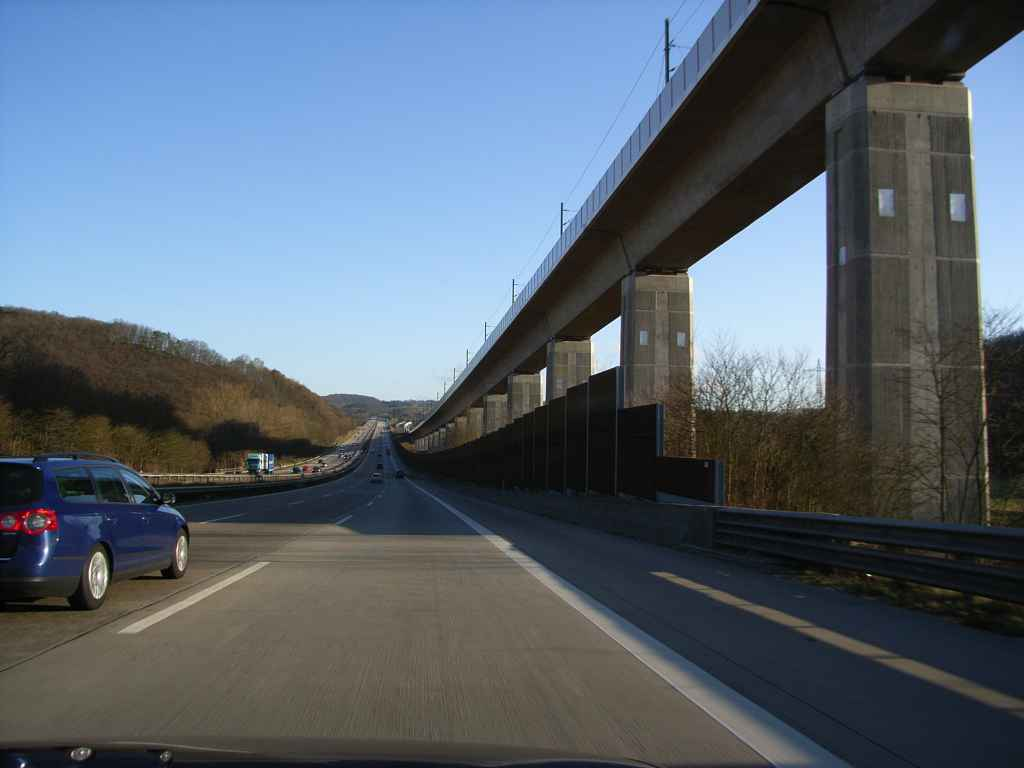
欧洲E35公路经过德国阿莱谷桥
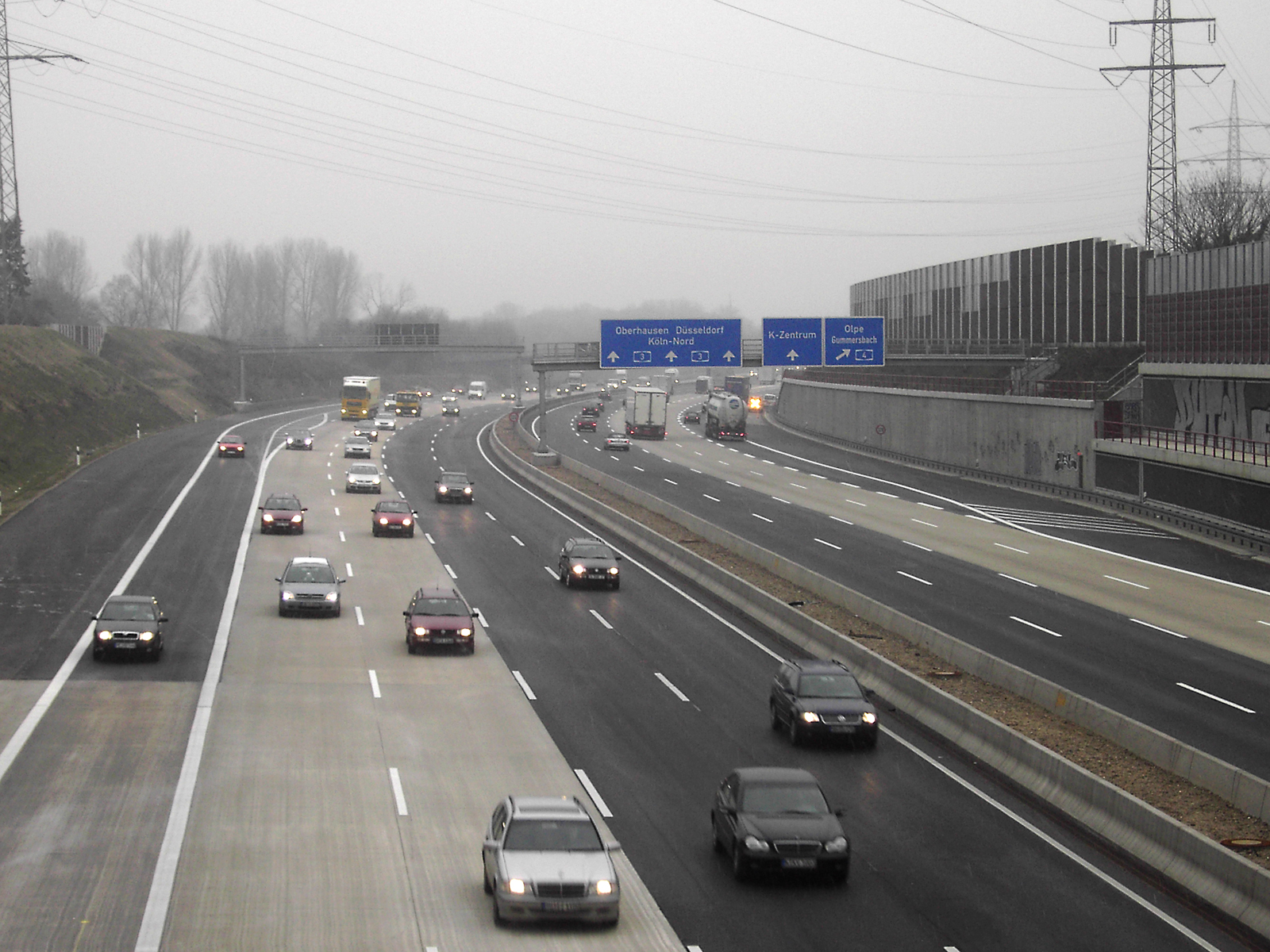
欧洲E35公路德国科隆路段
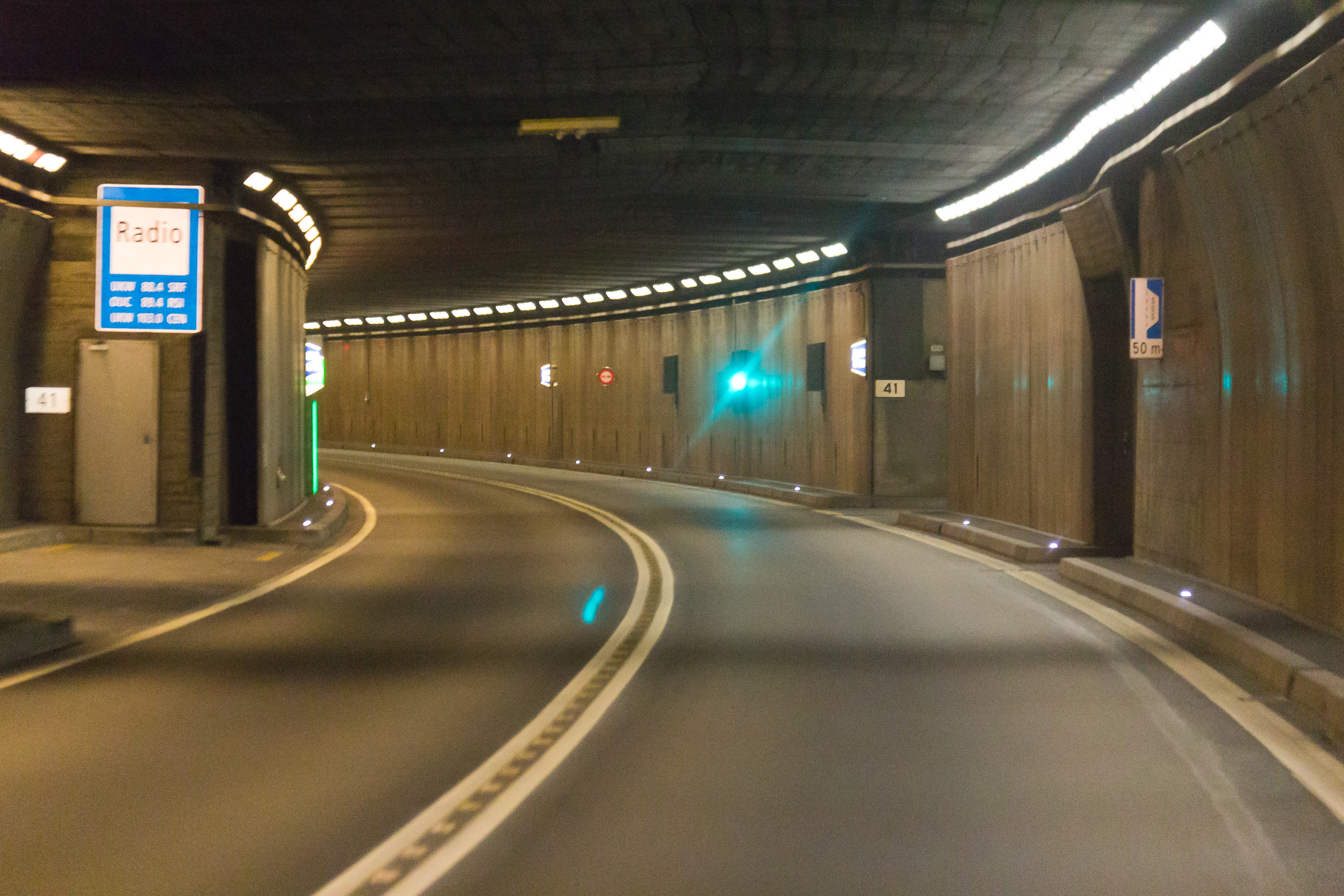
欧洲E35公路经过瑞士圣哥达隧道